# Manduca argentinica
Manduca argentinica är en fjärilsart som beskrevs av Daniel 1949. Manduca argentinica ingår i släktet Manduca och familjen svärmare. Inga underarter finns listade i Catalogue of Life.